# Sandzunge
Die Sandzunge (Pegusa lascaris) ist ein kleiner Plattfisch aus dem östlichen Atlantik. Sein Verbreitungsgebiet reicht von den Britischen Inseln (nicht an der Nordseeküste) und dem Ärmelkanal über die Biscaya, die Küste der Iberischen Halbinsel bis nach Angola. Außerdem kommt sie im Mittelmeer, im Schwarzen und Asowschen Meer vor.

## Merkmale
Sandzungen werden 40 Zentimeter lang. Ihre Oberseite ist braungelb oder rötlich braun mit undeutlichen Flecken. Die letzten Flossenstrahlen ihrer Rücken- und Afterflosse sind durch eine Membran mit der Schwanzflosse verbunden. Die Brustflosse der Augenseite hat einen dunklen, hell umrandeten Fleck. Die Nasenöffnungen sind groß und liegen dicht beisammen.
Flossenformel: Dorsale 69–87, Anale 53–73

## Lebensweise
Sie lebt auf Geröll, Sand oder Schlamm, in Tiefen von 5 bis 50, maximal bis 350 Metern und geht auch in Brackwasser. Sandzungen ernähren sich von kleinen bodenbewohnenden Wirbellosen, wie Flohkrebsen, Schwebegarnelen, Garnelen, kleinen Zehnfußkrebsen, Muscheln und Borstenwürmer. Im Ärmelkanal laichen die Fische von Mai bis Juli, im Süden weit früher.